# Uganda na Letnich Igrzyskach Olimpijskich Młodzieży 2010
Ugandę na Letnich Igrzyskach Olimpijskich Młodzieży w Singapurze w 2010 reprezentować będzie 6 sportowców w 4 dyscyplinach.

## Skład kadry

### Badminton
- Bridget Shamim Bangi

### Lekkoatletyka
- Alex Cherop
- Zakaria Kiprotich - bieg na 2000 m.  brązowy medal
- Halima Nakayi

### Pływanie
- Ham Sserunjogi

### Podnoszenie ciężarów
- Charles Ssekyaaya